# Giuseppe Rebecchini
Giuseppe Rebecchini (Roma, 10 settembre 1941 – 28 dicembre 2018) è stato un architetto italiano.

## Biografia

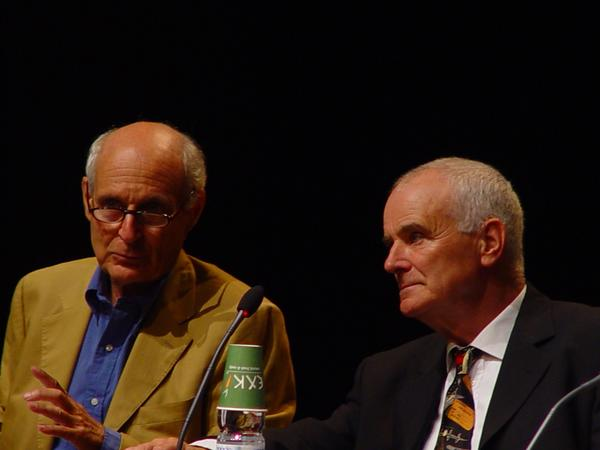
Giuseppe Rebecchini e Peter Maxwell Davies

È nato a Roma, in una famiglia di ingegneri attiva da più generazioni ed è vissuto In Via Giulia e in Via dei Banchi Nuovi dove aveva lo studio. Si è laureato a Roma nel 1966 con Ludovico Quaroni. La sua tesi sul progetto per una nuova Facoltà di Architettura a Roma, Tor Vergata, è stata pubblicata su Lotus 7, 1970.
Dopo aver intrapreso la carriera accademica presso lo IUAV (1971-1981), nel 1981 è diventato Professore ordinario di Progettazione Architettonica e Urbana e ha in seguito insegnato in diverse Facoltà di Architettura italiane tra cui Reggio Calabria (1981-1991), Ferrara (1992-1996) e infine Roma "La Sapienza" (1996-2011), dove ha anche ricoperto il ruolo di vice-preside. È stato ‘Visiting Professor’ negli U.S.A. alla University of Southern California, Los Angeles (1978 e 1979) e alla Syracuse University, Syracuse (NY) (1981) e ha presentato suoi progetti in occasione di conferenze tenute alla USC e alla UCLA, Los Angeles. È stato inoltre membro del comitato scientifico della rivista di architettura Controspazio e cofondatore della società scientifica italiana ProArch, dedicata alle questioni inerenti all’insegnamento della progettazione architettonica. A partire dal 1970 ha collaborato ripetutamente con la moglie Marta Calzolaretti in attività di ricerca e nella elaborazione di progetti per concorsi nazionali e internazionali.
L’impegno nella didattica, nella ricerca progettuale e le loro interrelazioni ha caratterizzato il suo percorso culturale e scientifico, nell’ambito del quale ha elaborato un metodo di lavoro da proporre agli studenti come riferimento per la loro formazione, tema a cui è dedicato l’ultimo suo libro.
I principali ambiti della sua ricerca hanno riguardato gli aspetti teorici e applicativi della progettazione architettonica e urbana di edifici complessi e del recupero edilizio e urbano. In ciascuno di questi ambiti, la sua ricerca progettuale si è sviluppata in costante riferimento alla concretezza dei contesti storici, ambientali, culturali e sociali e al valore etico dell’architettura, in linea con le sue radici rintracciabili nell’architettura razionalista e nella versione datane in Italia negli anni ’30 e in seguito ripresa e innovata negli anni ‘50 e ’60. A partire dalla tesi di Laurea e dal successivo lavoro di ricerca, svolto con la direzione di Ludovico Quaroni, l’edilizia universitaria ha costituito uno dei principali temi del suo lavoro, sia nell’ambito della ricerca progettuale, sia in quello della realizzazione architettonica dei suoi progetti, alcuni dei quali elaborati insieme al fratello, Marcello Rebecchini, sono stati realizzati per l’Università di Roma, Bologna, Ferrara e Reggio Calabria.
Tra il 2008 e il 2018 ha elaborato, in collaborazione con l’Ufficio Tecnico dell’Ateneo, un progetto per la ristrutturazione del Borghetto Flaminio destinato alla Facoltà di Architettura de “La Sapienza”. Il riuso dell’edificio ex Atac destinato ad aule è attualmente in corso di realizzazione.
Nel 2011 viene chiamato insieme a Aldo Aymonino, David Chipperfield, Stefano Cordeschi, Roger Diener, Paolo Portoghesi e Franco Purini, ad elaborare un progetto per la riqualificazione delle aree della Moretta e di Regina Coeli di Roma.
I progetti di Giuseppe Rebecchini, realizzati e non, sono stati recentemente raccolti nella mostra personale "Idee di Architettura" che è stata esposta a Roma, Venezia, Piacenza e Ferrara.
Tra gli studi progettuali di riqualificazione urbana e architettonica è la proposta per le aree della ‘Moretta’ e di ‘Regina Coeli’ a Roma, a questa è ispirata la Sonata per Violino e Piano (ed. Naxos, 2008) del compositore inglese Sir Peter Maxwell Davies (1934-2016), con il quale ha intrattenuto un lungo rapporto di amicizia e di scambio intellettuale fin dai primi anni Sessanta del Novecento.
Il suo archivio - composto da disegni progettuali, plastici, fotografie, materiali didattici - è stato donato all’Archivio Progetti dello IUAV.

## Progetti Realizzati

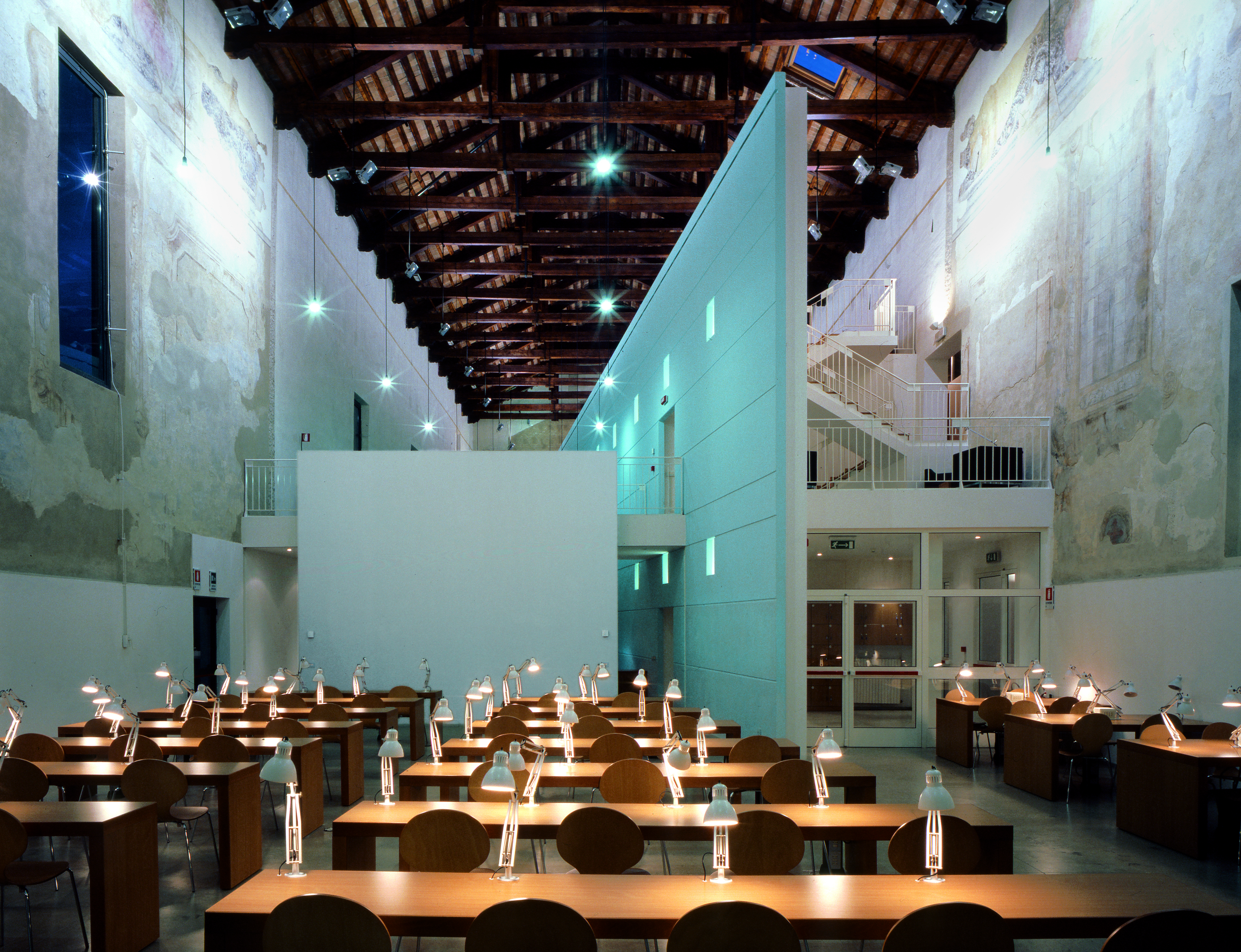
Biblioteca Interdipartimentale chimico biologica per l’Università di Ferrara, foto Paolo Perina

- 1981/1986 - Complesso polifunzionale per la seconda Università di Roma a Tor Vergata (appalto concorso), con A. De Sando, A. Lambertucci, M. Rebecchini43 d p. 94 20 FE foto frontale int.jpg
- 1986/1994 - Complesso universitario con aule, segreterie di Ateneo e Dipartimento di Fisica per l’Università di Bologna (Concorso a inviti), con M. Rebecchini (Committente: Servizi Tecnici s.p.a. Roma)
- 1987/2006 - Nuova sede della Facoltà di Medicina e Chirurgia dell’Università della Calabria a Catanzaro, progetto di massima, con G. Arena, G. Donin, M. Giovannini, G. Peguiron  e progetto generale e esecutivo  del 1º lotto, (capogruppo) con G. Arena, G. Donin, F.P. D’Orsi Villani, M. Giovannini, L. Pangallo, G. Peguiron, S. Rossi, B. Rossi Doria, M. Vendittelli (Committente: Italposte s.p.a. Roma)
- 1994/2006 - Restauro e riuso della ex-chiesa di Santa Maria delle Grazie come biblioteca scientifica centralizzata dell’Università di Ferrara, progetto di massima ed esecutivo, con G. Mezzadri (Committente: Università di Ferrara)
- 1985/1994 - Progetto preliminare di restauro del Palazzo Senatorio e del Tabularium in Campidoglio a Roma, e progetto esecutivo del 1° stralcio attuativo con G. De Angelis d’Ossat, G. Croci, A. Gallo Curcio (Committente: Comune di Roma)
- 1994/2005 - Polo scientifico-tecnologico nell’area dell’ex Eridania per l’Università di Ferrara, progetto generale e progetto esecutivo dei laboratori scientifici, con G. Mezzadri (Committente: Università di Ferrara)
- 1998/2006 - Nuova sede della Facoltà d’Ingegneria dell’Università di Bologna, progetto preliminare (concorso internazionale a procedura ristretta), progetto definitivo ed esecutivo (capogruppo) con G. Bucci, M. Rebecchini.

## Studi e Concorsi
- 1966 - Sede della Facoltà di Architettura nella Nuova Città Universitaria a Tor Vergata in Roma. Tesi di Laurea, relatore Prof. Ludovico Quaroni
- 1969 - Nuovo complesso universitario a Bruxelles (concorso internazionale), con Cesare Columba, G.G. d’Ardia, A. Gennarini, Li. Quaroni, A. Vidotto
- 1970 - Parco pubblico intitolato alla Resistenza a Modena (concorso), con M. Calzolaretti, C. Columba, G.G. d’Ardia, Li. Quaroni
- 1970 - Scuola elementare e media in Via Damiano Chiesa a Roma (concorso), con M. Calzolaretti, F. Purini, L. Thermes
- 1971 - Nuova Università di Firenze (concorso internazionale), con C. Columba, G.G. d’Ardia, Li. Quaroni
- 1972 / 1977 - Nuova Università di Cagliari (concorso internazionale), piano particolareggiato con L. Anversa e M. Rebecchini [capigruppo], G.G. d’Ardia, P. Malesani, G. Marcialis, D. Passi, Li. Quaroni (Committente Comune di Cagliari)
- 1974 - Nuovo Municipio di Legnago (VR) (concorso nazionale), con M. Calzolaretti
- 1974 - Sede del Laboratorio di Zoologia applicato alla caccia in Ozzano Emilia (concorso), con M. Calzolaretti, F. Papi, M. Rebecchini
- 1974 - Casa-albergo per studenti a Pisa (concorso), con M. Calzolaretti, F. Purini, A. Staderini, L. Thermes
- 1976 - Sovrappasso sugli impianti ferroviari di Bergamo, progetto generale, (concorso internazionale), con E. Battisti, A. Cagnardi, M. Calzolaretti, F. Purini, L. Thermes, G. Zambrin
- 1976 - Interventi-campione nel centro storico di Mantova, con E. Battisti, P. Bulli, F. Purini (Committente: Comune di Mantova)
- 1977 / 1983 - Parco Urbano “Il Barco” a Ferrara, progetto generale, della porta degli Angeli e dell’area centrale con C. Aymonino, P. Borghero, V. Fraticelli, P. Ghinassi, C. Magnani, U. Trame (Convenzione tra Comune di Ferrara e IUAV)
- 1978 - Tipologie insediative ed edilizie per la residenza per conto dell’ENEL a Montalto di Castro, con G. Accasto, M. Calzolaretti, M. Neri (Committente: ENEL)
- 1980 - Sistemazione dell’area ex-darsena sul Po di Volano a Ferrara, studio di fattibilità, con V. Fraticelli, C. Magnani (Committente: Comune di Ferrara)
- 1982 - Sede degli Istituti delle Facoltà di Agraria, Ingegneria, Scienze matematiche, Fisiche e Naturali dell’Università di Udine (concorso internazionale) con R.Liorni
- 1983 - Piano particolareggiato dell’area “La Torraccia” destinata a edilizia economica e popolare a Roma, con F. Gorio, C. Bonaccorsi, S. Bracco, F. Capolei, C. Chiarini, G. Imbesi, F. Martuscelli, M. Sacripanti (Committente: Comune di Roma)
- 1985 - Zona degli isolati a Messina (su invito), con F. Cardullo, A. De Cesaris, R. Liorni
- 1985 – Recupero urbano e architettonico delle aree della Moretta e di Regina Coeli a Roma, con A. De Cesaris, R. Liorni
- 1987 - Piano particolareggiato per la piazza della Repubblica a Lamezia Terme, con N. Proto (Committente: Comune di Lamezia Terme)
- 1989 / 1990 - Riqualificazione dell’area delle raffinerie dello zolfo a Catania e Parco delle miniere di Floristella a Grottacalda, con F. Cardullo, L. Dantes, C. Pirruccello
- 1992 - Sistemazione della Spreebogen a Berlino (concorso internazionale), (capogruppo) con G. Frediani, A. Massarente, A. Ravalli, B. Segato
- 1993 - Sistemazione generale dell’area Spreeinsel a Berlino (concorso internazionale), (capogruppo) con G. Frediani, A. Massarente, A. Ravalli, B. Segato
- 1995 - Riqualificazione del Borghetto Flaminio in Roma (concorso internazionale)
- 1998 - Nuova sede dell’Istituto Universitario di Architettura a Venezia (concorso internazionale), (capogruppo) con D. Basutto, M. Calzolaretti, A. Massarente
- 1999 - Centro Congressi Italia a Roma - E.U.R. (concorso internazionale), con M. Calzolaretti
- 2000 - Dipartimenti universitari di Chimica, Astronomia e dell’Osservatorio Astronomico dell’Università di Bologna (concorso internazionale a procedura ristretta), (capogruppo) con G. Bucci, M. Calzolaretti, M. Rebecchini
- 2002 - Facoltà di Medicina e Chirurgia dell’Università di Foggia (concorso internazionale), con M. Calzolaretti, L. Di Lucchio
- 2002 - Ristrutturazione del porto storico di Civitavecchia (concorso internazionale), con E. Monaco, A. Martini per conto di Risorse per Roma s.p.a. e di Drees e Sommer Italia Engeniring s.r.l.
- 2002 - Scuola di specializzazione per le Professioni Legali della Facoltà di Giurisprudenza e del Corso di Laurea in Beni Culturali della Facoltà di Lettere e Filosofia dell’Università di Foggia (concorso internazionale), (capogruppo) con M. Calzolaretti, Studio Mirizzi Architetti Associati
- 2002 - Residenze universitarie a Roma (concorso internazionale), (capogruppo) con M. Calzolaretti, A. Di Stefano, M. Rebecchini
- 2004 - Nuovo municipio di S. Marinella (RM) (concorso internazionale), (capogruppo) con M. Calzolaretti, C. Naseddu, B. Raffaelli, E. Ravà
- 2004 - Città dell’arte a Reggio Calabria (concorso internazionale a procedura ristretta), con M. Calzolaretti
- 2004 - Cittadella scolastica della Locride (concorso internazionale a procedura ristretta), con M. Calzolaretti, 3TI Progetti Italia Ingegneria integrata s.r.l. per le strutture, PR.AS Consulting Progettisti Associati per gli impianti
- 2005 - Nuovo polo giudiziario a Trento (concorso internazionale), con M. Calzolaretti, 3TI Progetti Italia Ingegneria integrata s.r.l. per le strutture, PR.AS Consulting Progettisti Associati per gli impianti
- 2007 - Centro Culturale Integrato nella ‘Città Alessandrina’ a Roma (concorso internazionale), (capogruppo) con B. Raffaelli, E. Ravà
- 2007 / 2017- Nuova sede per le discipline chimico-biologiche a Pietralata – Roma per la Sapienza Università di Roma. Proposta elaborata nell’ambito del Dipartimento di Architettura e Ricerche (Di.A.R., ora Di.A.P.), incaricato della progettazione dall’Università
- 2007 - 2017 - Nuovo insediamento per la Sapienza Università di Roma al Borghetto Flaminio a Roma, in collaborazione con l’Ufficio Tecnico dell’Università.
- 2008 - Nuova sede dell’Agenzia dell’Ambiente a Mantova (concorso internazionale), (capogruppo) con Arteco Architecture Engineering Consulting s.r.l., E. Banali, M. Celona, F. Baldani, G. Salvarani, E. Papi
- 2010 - Ampliamento del Liceo Farnesina a Roma (concorso internazionale), (capogruppo) con D. Colonna, M. Ekstrom
- 2011 - Casa nell’alto Lazio per il compositore inglese Sir Peter Maxwell Davies.
- 2015 - Museo della Scienza nell’ambito della ‘Città della Scienza’ (concorso internazionale), (capogruppo) con G. Di Rocco, M. Ekstrom
- 2016 - Sistemazione dell’area “la Moretta e Via Giulia” (Concorso ad inviti del Comune di Roma).

## Pubblicazioni
- L’abitazione in Gran Bretagna (con M. Calzolaretti), Ed. Kappa, Roma, 1981
- Le vie dello zolfo in Sicilia (con F. Cardullo, G. Dato, M. Lo Curzio, L. Dantes, C. Pirruccello), Officina Edizioni, Roma, 1991
- Architettura civile (con F. Cardullo, C. Roseti), Ed. Gangemi, Roma, 1992
- Giuseppe Rebecchini, Progetti, frammenti di architettura italiana, Passigli editore, Firenze, 2006
- Giuseppe Rebecchini. Idee di Architettura. Il momento iniziale del progetto. Prospettive Edizioni, Roma, 2012
- Un’intervista di Diego Lama sui suoi progetti realizzati è stata pubblicata nel volume, Cemento Romano per i tipi di CLEAN nel 2010.
- La fase ideativa del progetto. Un’analisi introspettiva. Lettera agli studenti di architettura, Quodlibet, Roma, 2019.

## Principali Articoli su Riviste
- La Facoltà di Roma. Note sulla situazione. Tesi di Laurea in: Gianni Accasto, Vanna Fraticelli, Renato Nicolini. Lotus 7, 1970
- La progettazione degli organismi universitari, note in margine al concorso per L’Università di Bruxelles, in: Rassegna dell’Istituto di Architettura e Urbanistica, anno VI, n. 17, 1970
- Procedimenti iterativi in architettura, in: IUAV – Gruppo Architettura – Per una ricerca di progettazione 4. A.A. 1970 -1971
- Proposta di ristrutturazione del quartiere S.Lorenzo a Roma. Tesi di Laurea di Laura Thermes. Presentazione, in: Controspazio, nn. 5-6, 1972
- Progetto “Stoà”, (Con C. Columba, GG. d’Ardia, Li. Quaroni), in: Controspazio, nn. 1-2, 1972
- Bologna, in: IUAV Gruppo Architettura – Per una ricerca di documentazione 2. A.A. 1973-1974
- Il fascino discreto di due capitali: Parigi e Vienna nell’800, in: Controspazio, n. 3, 1976
- I piani di zona: 1964 – 1978 (con V. Fraticelli), La progettazione dei piani di zona in: Casabella, n. 438 [Roma periferie], 1978
- Mantova: Piano una tantum o Piano interrotto? (con E. Battisti, P. Bulli, F. Purini) in: Casabella, n. 421, 1977
- John Nash e il “planovolumetrico”, in: Rassegna di Architettura e Urbanistica, n.,53, 1982
- Gli interventi di John Nash a Londra: attualità di un progetto urbano, in: Storia della Città, nn. 38-39, 1986
- Messina post terremoto: una città tra 800 e 900, in Controspazio, n. 1, 1994
- Quanto moderno nell'antico? Due esperienze a Ferrara e a Roma. Dinamiche di trasformazione della città. Atti del convegno. La capitale. Roma 3° millennio le identità possibili, Utet, Torino, 2002
- Dipartimento di Fisica e attrezzature dell’Università di Studi di Bologna, in: L’Industria delle Costruzioni, n. 253, 1992
- Anni Sessanta: un po’ di autobiografia (con qualche riflessione), in: Rassegna dell’Istituto di Architettura e Urbanistica “La formazione degli architetti romani negli anni Sessanta”, nn.112-113-114, 2004
- Chemical and Biological Library in Santa Maria delle Grazie, Ferrara, in: Materia, n. 49, 2006
- Il recupero dell’esistente; esperienze e considerazioni di un architetto progettista, in: L’Architetto italiano, n. 18, 2007
- Polo Scientifico-Tecnologico dell’Università di Ferrara, in: L’industria delle Costruzioni, n. 395, 2007
- Considerazioni su Eurosky, in: R. Lenci (a cura di), L’enigma di Eurosky, Gangemi Editore, Roma, 2014